# Gabriele Cunningham
Gabriele Cunningham, detta Gabbi (Charlotte, 22 febbraio 1998), è un'ostacolista statunitense, medaglia di bronzo ai Mondiali indoor 2022 negli 60 m hs.

## Palmarès
| Anno | Manifestazione              | Sede     | Evento      | Risultato | Prestazione | Note  |
| ---- | --------------------------- | -------- | ----------- | --------- | ----------- | ----- |
| 2017 | Campionati panamericani U20 | Trujillo | 200 m piani | Bronzo    | 23"60       |       |
| 2017 | Campionati panamericani U20 | Trujillo | 4×100 m     | Oro       | 44"07       |       |
| 2021 | Giochi olimpici             | Tokyo    | 100 m hs    | 7ª        | 13"01       | [ 1 ] |
| 2022 | Mondiali indoor             | Belgrado | 60 m hs     | Bronzo    | 7"87        |       |

## Altre competizioni internazionali
2021
- 5ª Meeting de Paris ( Parigi), 100 m hs - 12"86
- 5ª Memorial Van Damme ( Bruxelles), 100 m hs - 12"89
- 6ª Weltklasse Zürich ( Zurigo), 100 m hs - 12"79

2022
- 5ª al Millrose Games ( New York), 60 m hs - 8"00
- Bronzo al New Balance Indoor Grand Prix ( New York), 60 m hs - 7"92
- 6ª al Doha Diamond League ( Doha), 100 m hs - 12"75
- Bronzo Meeting international Mohammed VI d'athlétisme de Rabat ( Rabat), 1500 m - 3'58"80

## Campionati nazionali
- 2 volte campionessa nazionale statunitense indoor dei 60 m ostacoli (2020, 2022)

2020
- Oro ai campionati statunitensi indoor (Albuquerque), 60 m hs - 7"92

2022
- Oro ai campionati statunitensi indoor (Spokane), 60 m hs - 7"82
- 7ª ai campionati statunitensi ( Eugene), 100 m hs - 13"00